# Imbrasia senegalensis
Imbrasia senegalensis är en fjärilsart som beskrevs av Olivier 1792. Imbrasia senegalensis ingår i släktet Imbrasia och familjen påfågelsspinnare. Inga underarter finns listade i Catalogue of Life.